# キュルナッハ
キュルナッハ (ドイツ語: Kürnach) はドイツ連邦共和国バイエルン州ウンターフランケン地方のヴュルツブルク郡の町村（以下、本項では便宜上「町」と記述する）である。

## 地理
キュルナッハはヴュルツブルクの北東10kmのヴュルツブルク地方に位置する。
この町の風景は3基の水車と肥沃な土地で形作られた。この町にはヴュルツブルクからバート・ノイシュタットへの街道とヴュルツブルクからバンベルクを経由してライプツィヒへの街道の2本の通商路が通っていた。現在、この町は4つの新興住宅地、よく整備された社会資本やレクリエーション施設を備えている。同名のキュルナッハ川が町を流れている。

### 自治体の構成
この町は、公式には4つの地区 (Ort) からなる。このうち小集落や孤立農場などを除く集落は、キュルナッハのみである。

## 歴史
キュルナッハは779年に Quirnaha - Mühlbach という表記で初めて記録されている。後者は川沿いの最も古い集落の名前である。882年にこの入植地は、敬虔王ルートヴィヒの領土交換証明書にその名が挙げられている。キュルナッハは、ヴュルツブルク司教領の一部として1803年にまずバイエルン大公領に世俗化された。その後、プレスブルクの和約（1805年）に基づきトスカーナ大公フェルディナンド3世によって創設されたヴュルツブルク大公国に移されたが、1814年に最終的にバイエルン王国領となった。1810年から1904年までキュルナッハは、ヘッセンとバーデンの共同統治地区であった。

### 人口推移
- 1970年 1,754人
- 1987年 2,849人
- 2000年 3,991人
- 2008年 4,650人

## 行政
町長は、2008年5月からルネ・ヴォールファールト (SPD) が務めている。

### 友好都市
- アルジェズール（ポルトガル、ファーロ県）

教会の姉妹教区として、ブラジルのブレジョ（マラニョン州）

## 教育
- 国民学校 1校

## 引用
1. ↑  https://www.statistikdaten.bayern.de/genesis/online?operation=result&code=12411-003r&leerzeilen=false&language=de Genesis-Online-Datenbank des Bayerischen Landesamtes für Statistik Tabelle 12411-003r Fortschreibung des Bevölkerungsstandes: Gemeinden, Stichtag (Einwohnerzahlen auf Grundlage des Zensus 2011)
2. ↑  Bayerische Landesbibliothek Online